# Hans-Joachim Dellwo
Hans-Joachim Dellwo (* 1951) ist ein deutscher ehemaliger Terrorist der Rote Armee Fraktion (RAF). Er wird der zweiten Generation zugerechnet, war vorwiegend als Kurier für die RAF aktiv und wurde 1978 nach umfangreichen Aussagen als Zeuge wegen Mitgliedschaft in einer terroristischen Vereinigung zu zwei Jahren Freiheitsstrafe verurteilt.

## Leben
Der gelernte Industriekaufmann Hans-Joachim Dellwo ist der ältere Bruder des ehemaligen RAF-Mitgliedes Karl-Heinz Dellwo.
Dellwo war Mitarbeiter des Rechtsanwaltes Klaus Croissant, der verschiedene Mitglieder der ersten Generation der RAF vertrat und später selbst wegen Unterstützung der RAF verurteilt wurde. Hier war er von 1975 bis 1977 als Kurier zwischen den einsitzenden RAF-Mitgliedern, die Croissant in den Haftanstalten besuchen konnte, und den gesuchten, noch terroristisch aktiven RAF-Mitgliedern der zweiten Generation aktiv.
Nach den Ereignissen im sogenannten Deutschen Herbst und den Selbstmorden der RAF-Anführer wurde Dellwo im Oktober 1977 verhaftet. Er distanzierte sich nach seiner Verhaftung von der RAF. Für ihn sei eine Gruppe, deren „Politik sich auf die Befreiung von Gefangenen reduziert“ habe, „nichts anderes, als ein blindwütiger Haufen“.
Dellwo trat wie sein Mitangeklagter Volker Speitel als Zeuge auf und machte umfangreiche Aussagen. Am 14. Dezember 1978 wurde Dellwo vom Oberlandesgericht Stuttgart wegen Unterstützung und Mitgliedschaft in einer terroristischen Vereinigung unter Berücksichtigung seines Geständnisses und seiner Aussagen zu zwei Jahren Haft verurteilt und bereits zum Jahreswechsel 1978/79 aus der Haft entlassen, weil er durch die Untersuchungshaft bereits zwei Drittel der Haftstrafe im Gefängnis verbracht hatte. Nach der Haftentlassung wanderte er aus und lebte unter einem anderen Namen in Kanada.